# Skälby hållplats, Järfälla kommun
Skälby var en järnvägshållplats i Skälby i Järfälla kommun, mellan Spånga och Hässelby villastads stationer på Lövstabanan (Spånga–Lövsta järnväg). Den användes mellan åren 1928 och 1956 och revs 1957.
Efter påtryckningar från bland annat Skälby fastighetsägareförening öppnade hållplatsen den 1 augusti 1928. Som mest var turtätheten 40 tåg per dag. Trafiken sköttes av Stockholm-Westerås-Bergslagens Jernvägar fram till 1946, då Statens järnvägar tog över. 
Flera busslinjer inrättades på 1950-talet, samtidigt som alltfler skaffade bil. Stockholms stad ansökte hos regeringen om att få lägga ned persontrafiken på sträckan Spånga-Hässelby villastad, eftersom antalet tågresenärer sjönk. Persontrafiken upphörde den 1 december 1956, en månad efter att tunnelbanan till Hässelby gård hade öppnats, vilket ansågs göra persontrafiken på Lövstabanan överflödig. Soptågen fortsatte gå, men 1970 upphörde även denna trafik och kort därefter togs rälsen bort.
Skälby hållplats låg på den plats där idag (2011) Solens förskola ligger. Fortfarande syns den gamla perrongkanten, som nu är en del av förskolans gård, och även grindstolparna som visar var en tidigare övergång funnits. 